# Butternut (Wisconsin)
Butternut é uma vila localizada no estado norte-americano de Wisconsin, no Condado de Ashland.

## Demografia
Segundo o censo norte-americano de 2000, a sua população era de 407 habitantes. 
Em 2006, foi estimada uma população de 380, um decréscimo de 27 (-6.6%).

## Geografia
De acordo com o United States Census Bureau tem uma área de 
4,1 km², dos quais 4,1 km² cobertos por terra e 0,0 km² cobertos por água. Butternut localiza-se a aproximadamente 456 m acima do nível do mar.

## Localidades na vizinhança
O diagrama seguinte representa as localidades num raio de 48 km ao redor de Butternut. 